# Aleksej Žamnov
Aleksej Jur'evič Žamnov (in russo Алексей Юрьевич Жамнов?; Mosca, 1º ottobre 1970) è un ex hockeista su ghiaccio sovietico, dal 1991 russo.

## Palmarès

### Olimpiadi
- Oro a Albertville 1992 (con la Squadra Unificata).
- Argento a Nagano 1998 (con la Russia).
- Bronzo a Salt Lake City 2002 (con la Russia).

### Mondiali
- Bronzo a Finlandia 1991 (con l'Unione Sovietica).